# Tullgrenella morenensis
Tullgrenella morenensis is een spinnensoort in de taxonomische indeling van de springspinnen (Salticidae).
Het dier behoort tot het geslacht Tullgrenella. De wetenschappelijke naam van de soort werd voor het eerst geldig gepubliceerd in 1905 door Albert Tullgren.